# مقاومت بدون رهبر
مقاومت بدون رهبر یا مقاومت بی‌رهبر (به انگلیسی: Leaderless resistance)، یا ساختار سلول‌های فانتوم، یک راهبرد مقاومت اجتماعی است که در آن گروه‌های کوچک و مستقل (سلول‌های مخفی)، یا افراد (یک سلول انفرادی «گرگ تنها» نامیده می‌شود)، یک نهاد مستقر مانند قانون، نظام اقتصادی، نظم اجتماعی یا حکومت را به چالش می‌کشند. مقاومت بدون رهبر می‌تواند شامل هر چیزی باشد، از اعتراض غیرخشونت‌آمیز و نافرمانی مدنی گرفته تا خرابکاری، تروریسم، و دیگر فعالیت‌های خشونت‌آمیز.
سلول‌های بدون رهبر بدون پیوندهای فرماندهی عمودی هستند و بنابراین بدون فرمان سلسله مراتبی عمل می‌کنند، اما هدف مشترکی دارند که آنها را به جنبش اجتماعی که ایدئولوژی آنها از آن آموخته‌شده‌است، مرتبط می‌کند.